# RKS Radomyšl
RKS Strakonice – Radomyšl byl středovlnný vysílač u Radomyšle, který sloužil k rozhlasovému vysílání. Vysílala z něj stanice ČRo Dvojka na frekvenci 864 kHz s výkonem 7 kW a ČRo 6 na frekvenci 1287 kHz s výkonem 20 kW. Měl jeden stožár typu unipól s kapacitní zátěží o výšce 107 m. Stožár byl odstřelen 21. 8. 2004.
|         | Stanice    | Kmitočet | Výkon |
| ------- | ---------- | -------- | ----- |
| AM (SV) | ČRo Dvojka | 864 kHz  | 7 kW  |
| AM (SV) | ČRo 6      | 1287 kHz | 20 kW |